# Red Pitaya

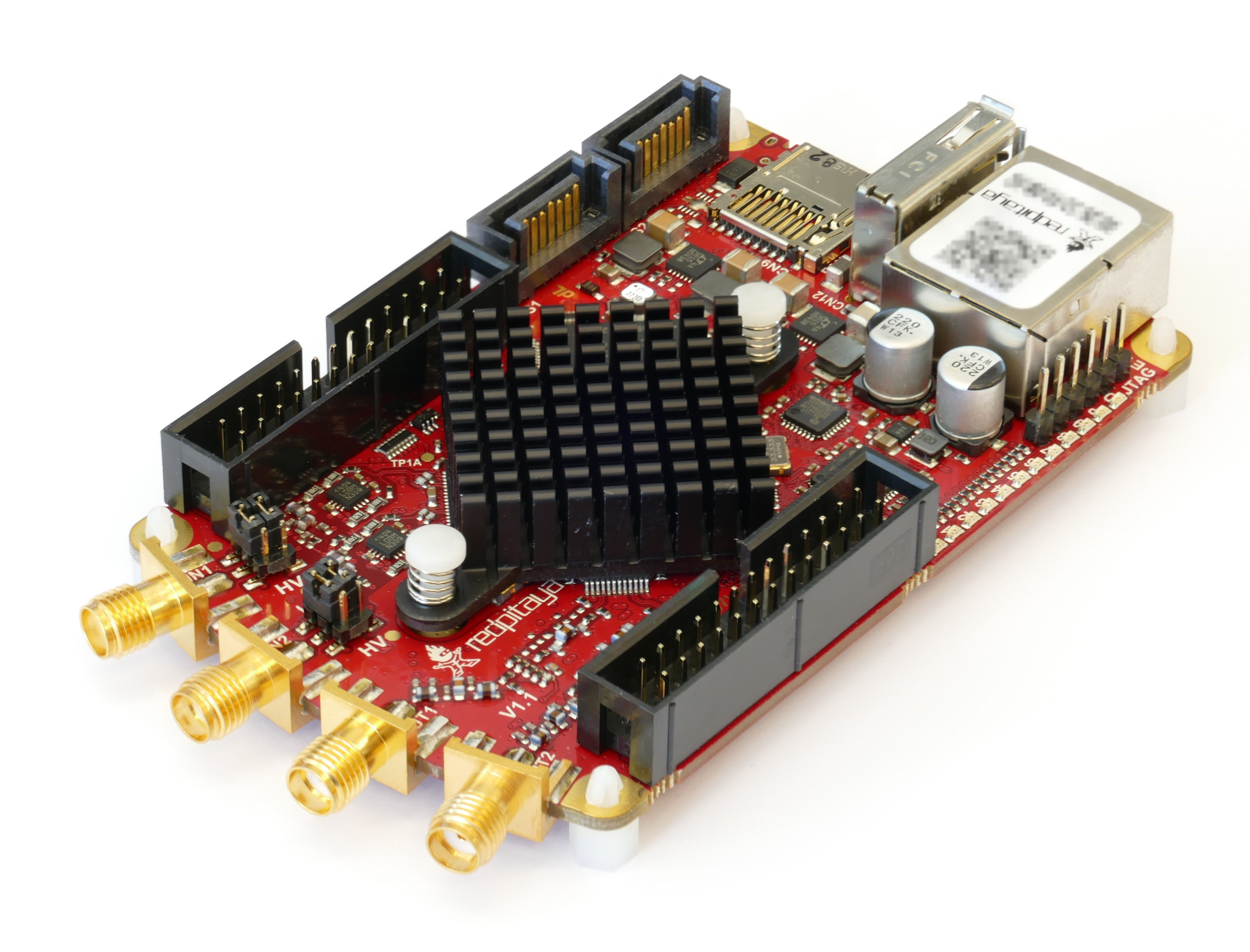
STEMLab board in der Version 1.1 mit SMA-Buchsen in gelb.

Red Pitaya STEMLab ist ein  Test- und Messboard basierend im Kern auf einem System-on-a-Chip (SoC) von der ehemaligen Firma Xilinx, welches durch Programmierung unter anderem als Oszilloskop, Spektrumanalysator, LCR-Meter oder Netzwerkanalysator arbeiten und ferngesteuert werden kann. Das kreditkartengroße Gerät wird im Auslieferungszustand mit Open-Source-Software geliefert, laut Hersteller der Open SW source DAQ platform, und das Betriebssystem basiert auf Linux.

## Beschreibung
Bei dem Gerät handelt es sich um einen SoC aus der Zynq-Serie, welcher neben einem FPGA auch einen Dual-Core-Prozessor ARM Cortex-A enthält, der um zusätzliche, hochfrequenztaugliche analoge Ein- und Ausgänge erweitert ist. Das Grundgerüst des Gerätes besteht aus HF-Eingängen und HF-Ausgängen mit einer Symbolrate von jeweils 2 × 125 MS/s bei 50 MHz analoger Bandbreite und einer Dynamik von 14 Bit. Der Prozessor ist mit einem 512 MB großen DDR3-Arbeitsspeicher ausgestattet.
Die Standardsoftware von STEMLab umfasst ein Oszilloskop, einen Spektrumanalysator, einen Signalgenerator, ein LCR-Messgerät und einen 50-MHz-2×2-MIMO-PID-Controller. Das Gerät kann umprogrammiert werden, um weitere oder andere Aufgaben zu übernehmen. Als nichtflüchtiger Speicher wird eine MicroSD-Karte bis 32 GB verwendet.
Das STEMlab wird mit einer Reihe vorprogrammierter Bitfiles für den FPGA ausgeliefert, deren Funktionalität mit selbstgeschriebenen C-Programmen variiert werden kann. Die Implementierung eigener Echtzeit-Funktionalitäten erfordert die Verwendung der Entwicklungsumgebung von Xilinx und den Einsatz von Hardwarebeschreibungssprachen wie Verilog oder VHDL.

### Geräteausstattung
Das Gerät hat drei USB-2.0-Ausgänge, einen WLAN-Adapter und einen Ethernet-Anschluss. Aufgrund der Bandbreite der analogen Ein- und Ausgänge kann das STEMLab als Software Defined Radio (SDR) sowie in anderen Hochfrequenzanwendungen eingesetzt werden. So ist HAMLAB, ein auf der Plattform des STEMLab-Boards aufbauender SDR-Transceiver für Kurzwelle mit einer Ausgangsleistung von 10 W bzw. 100 W.
Obwohl die Software, einschließlich HDL-Quellcodes, für dieses Projekt frei verfügbar gemacht wird, ist das Gerät kein vollständiges Open-Source-Hardwareprojekt, da die Schaltpläne des Geräts nicht offen verfügbar gemacht werden.